# Lumina van Medenbach Wakker
Lumina Geertruida Maria van Medenbach Wakker (Warnsveld, 18 april 1818 - Zutphen, 24 augustus 1910) was de eerste ongehuwde Nederlandse vrouw die als zendeling door een zendingsgenootschap werd uitgezonden. Haar vader was Jacobus Philippus van Medenbach Wakker die van 1817-1853 burgemeester van Watergraafsmeer was. Haar moeder was Elisabeth Constantia Johanna Bouwensch. 

## Leven en werk
In 1850 bracht de in China werkzame Duitse zendeling Karl Gützlaff een bezoek aan Nederland. Tijdens zijn verblijf hield hij voordrachten met als gevolg dat er in een aantal plaatsen initiatieven ontstonden om zendelingen naar China te zenden. De coördinatie van plaatselijke verenigingen gebeurde door de comités in Amsterdam en Rotterdam. Zij stelden ook commissies in om aanmeldingen van personen die als zendeling naar China wensten te gaan te beoordelen. Er meldden zich zevenentwintig mannen en enkele vrouwen. Er zouden uiteindelijk drie personen als zendeling naar China reizen. Naast Medenbach Wakker waren dit Hendrikus Douwes van Gennip en Henderikadius Zwantinus Kloekers. Van Medenbach Wakker had Gützlaff ontmoet en hij had haar aanbevolen als een uitnemende kandidaat. Haar uitzending werd mogelijk gemaakt door financiële steun van het Nederlandsch Vrouwen-Hulpgenootschap t.b.v. de Zending in Rotterdam.
Op 27 oktober 1850 werd zij als zendeling ingezegend en in november dat jaar vertrok zij met Gützlaff en zijn derde vrouw naar China. Zij arriveerde in februari 1851 in Hongkong en kort daarna ontmoette en huwde zij de Amerikaanse baptist en zendeling John. W. Johnson. Johnson was een uitgesproken tegenstander van de werkwijze van Gützlaff. Zij liet zich ook herdopen tot baptist.
Meedenbach Wakker ging werken op een door de vrouw van James Legge gestichte meisjesschool. Na het overlijden van Mary Legge in 1852 was er niemand die de school op adequate wijze kon leiden en werd de school opgeheven.Hierna werkte Medenbach Wakker tot 1858 op een door baptistische zendelingen gestichte school op het nabij Hongkong gelegen eiland Cheung Chau. In 1861 werd het echtpaar samen met William Ashmore en zijn vrouw verantwoordelijk voor een nieuwe zendingspost van de baptisten nabij Shantou. Van Medenbach Wakker leidde daar een kostschool voor meisjes en een dagschool voor jongens.
Een belangrijk nevenschikkend doel van de opleiding voor meisjes was het hieruit kunnen rekruteren van bijbelvrouwen. 
Als gevolg van de strikte scheiding tussen de seksen in China was het voor zowel Europese als Chinese evangelisten vrijwel onmogelijk om rechtstreeks contact te hebben met groepen Chinese vrouwen. Ook voor vrouwelijke zendelingen was de aanwezigheid van een Chinese vrouw vrijwel altijd noodzakelijk om contact te krijgen. De bijbelvrouwen namen een deel van het pastoraal werk in de provincies voor hun rekening, zorgden voor de opvang van wezen uit christelijke gezinnen en te vondeling gelegde kinderen. Vrijwel alle protestantse missieposten in China maakten gebruik van deze methode. Het concept was een wat aangepaste vorm van een methode die vanaf eind achttiende eeuw al door de Rooms-katholieke missie in China werd toegepast.
Vanwege de slechte gezondheidssituatie van John. W. Johnson bracht het echtpaar de periode 1869-1871 in Californië door. In 1872 overleed haar echtgenoot en in 1874 keerde zij definitief terug naar Nederland. Zij maakte nog enkele reizen naar China en bleef in Nederland trachten geld in te zamelen voor het project in Shantou.
Het door het bezoek van Gützlaff ontstane enthousiasme voor de zending in China was bij haar terugkeer in Nederland verdwenen. Twee van de drie uitgezonden zendelingen hadden zich in China tot het baptisme bekeerd en de zending van Van Gennip was in een persoonlijk drama geëindigd. De roep om prioriteit te geven aan de zending in de eigen koloniën en met name Nederlands-Indië was doorslaggevend geworden voor inzet van middelen en mensen bij de Nederlandse zending. Het aandeel van de Nederlandse zending in China is dan ook altijd gering gebleven. 